# 横須賀海軍施設

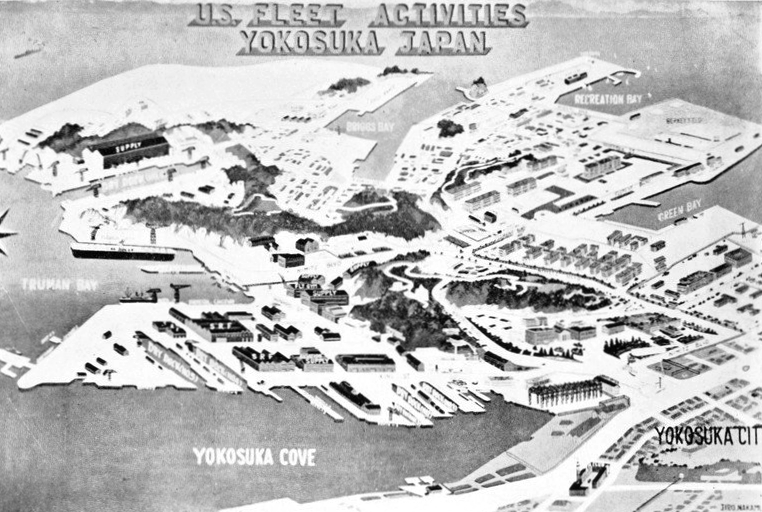
米海軍横須賀基地の鳥観図（1957年現在）
米軍の接収によって地名もTruman BayやGreen Bayなどアメリカ式に改められた。

横須賀海軍施設（よこすかかいぐんしせつ、U.S. Fleet Activities Yokosuka FAC3099）は、日本の神奈川県横須賀市にある在日アメリカ海軍の基地。
日本では米軍横須賀基地や横須賀基地と呼ばれることが多く、地元では「横須賀ベース」、アメリカ軍関係者などからは「ベース」と呼ばれている。日本国政府の公的資料では「横須賀海軍施設」と呼称される。

## 概要
神奈川県横須賀市本町、稲岡町、楠ヶ浦町、泊町、大滝町に位置し、海上自衛隊の自衛艦隊司令部が置かれる横須賀基地に隣接する。中華人民共和国や北朝鮮、極東ロシア(ロシア連邦)、イランなどのアメリカ海軍の仮想敵国をはじめとするアジア諸国、同じく仮想敵国であるロシア連邦（旧ソ連）、そして太平洋及びオセアニア諸国への前方展開拠点および修理・補給基地と位置づけられ、在日米海軍司令部や極東海軍施設部隊が置かれている。
第7艦隊に所属する原子力空母『ジョージ・ワシントン』、揚陸指揮艦ブルー・リッジ、イージスシステムを搭載したミサイル巡洋艦及びミサイル駆逐艦（イージス艦）といった軍艦が母港としており、米海軍空母の母港としてはアメリカ国外で唯一である。なお、配備する空母に関しては、対日感情に配慮し第二次世界大戦で活躍したアメリカ海軍士官の名を冠した空母は避けるなどの措置が取られている。ジョージ・ワシントンは、2008年9月25日に横須賀へ初入港、再配備され2024年11月22日に横須賀へ入港した。
2015年8月31日、原子力空母ロナルド・レーガンがジョージ・ワシントンの後継母艦として横須賀に向けサンディエゴを出港、10月2日から横須賀基地に配備予定だったが、天候の悪化を避けるため10月1日に入港した。
旧大日本帝国海軍の施設を現在も使用しており、海上自衛隊と日米地位協定により一部地区を共同使用している（日米一体化）他、住友重機械工業も共同使用している。なお、日米地位協定に伴い、施設の水域内は漁船の操業制限のほか、海上保安庁の告示による運航制限が設けられており、許可を受けた船舶しか航行することができなくなっている。

## 歴史
1865年に江戸幕府により設立された横須賀製鉄所を基に、1871年に横須賀造船所として設立された。その後1903年以降は大日本帝国海軍により横須賀海軍工廠として利用され、海軍砲術学校や横須賀海兵団、海軍工機学校、海軍病院、横須賀鎮守府、鎮守府文庫、海軍軍法会議所などの施設が置かれた。
第二次世界大戦における日本の敗戦後の1945年（昭和20年）9月2日に、日本を占領下に置いた連合国軍の1国であるアメリカ海軍に接収され、これらの施設はアメリカ海軍によって使用された。なお、同時に日本の占領に当たったイギリス海軍や中華民国海軍などは、施設の接収に当たることはなかった。

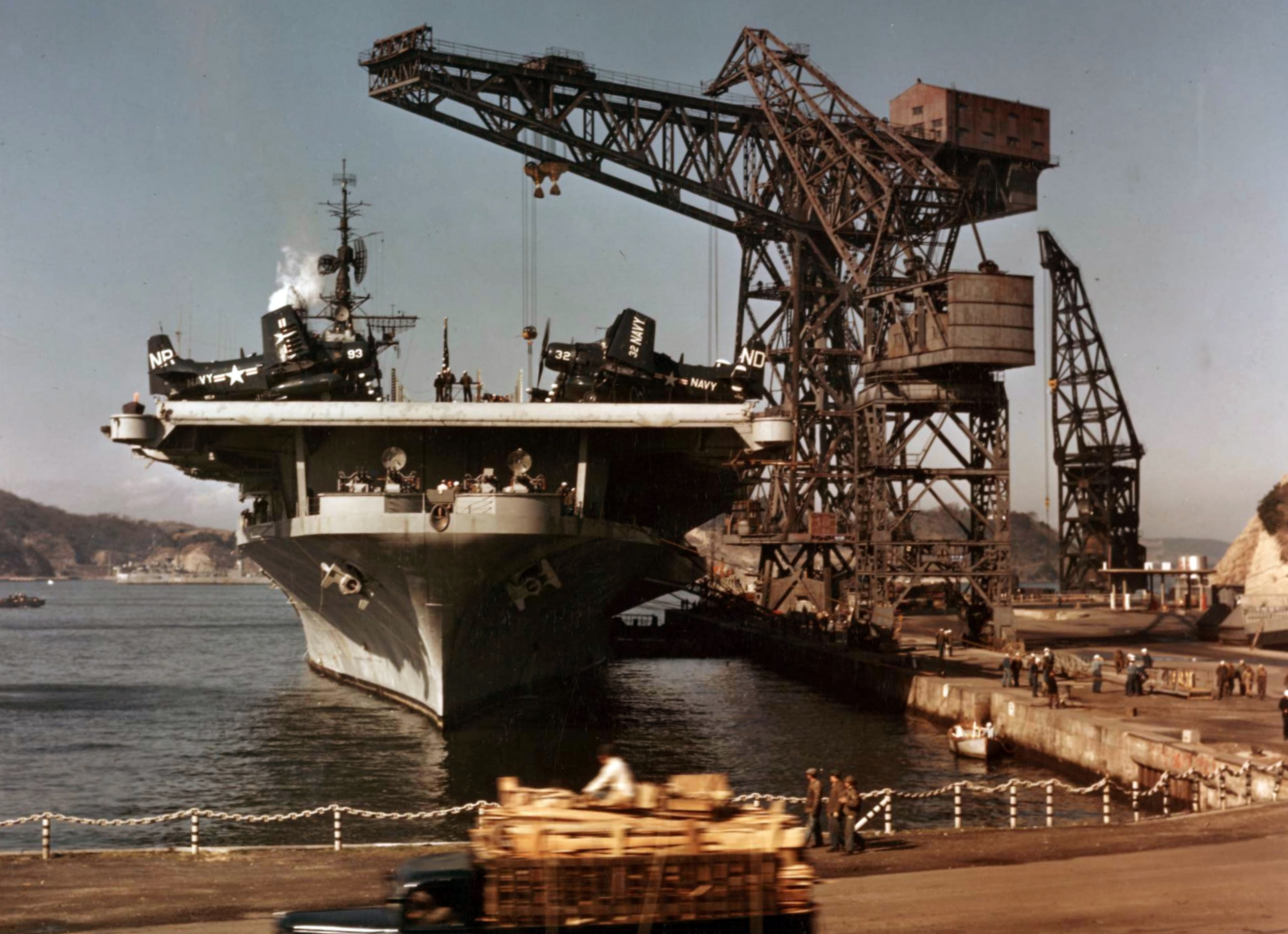
USSアンティータム（1950年代）。

連合国軍による占領終了後も、1952年4月28日に発効した「日本国とアメリカ合衆国との間の安全保障条約（旧安保条約）」の批准を受けてアメリカ海軍がそのまま利用し、生活及び娯楽施設などを拡充させ現在に至る。
1959年（昭和34年） 第2船台（ガントリークレーン）を日本政府に返還した。
1970年に日米安保協議委員会で、横須賀基地から米海軍がほぼ撤退し、佐世保基地に集約させるという内容を合意したことがある。

## 機能

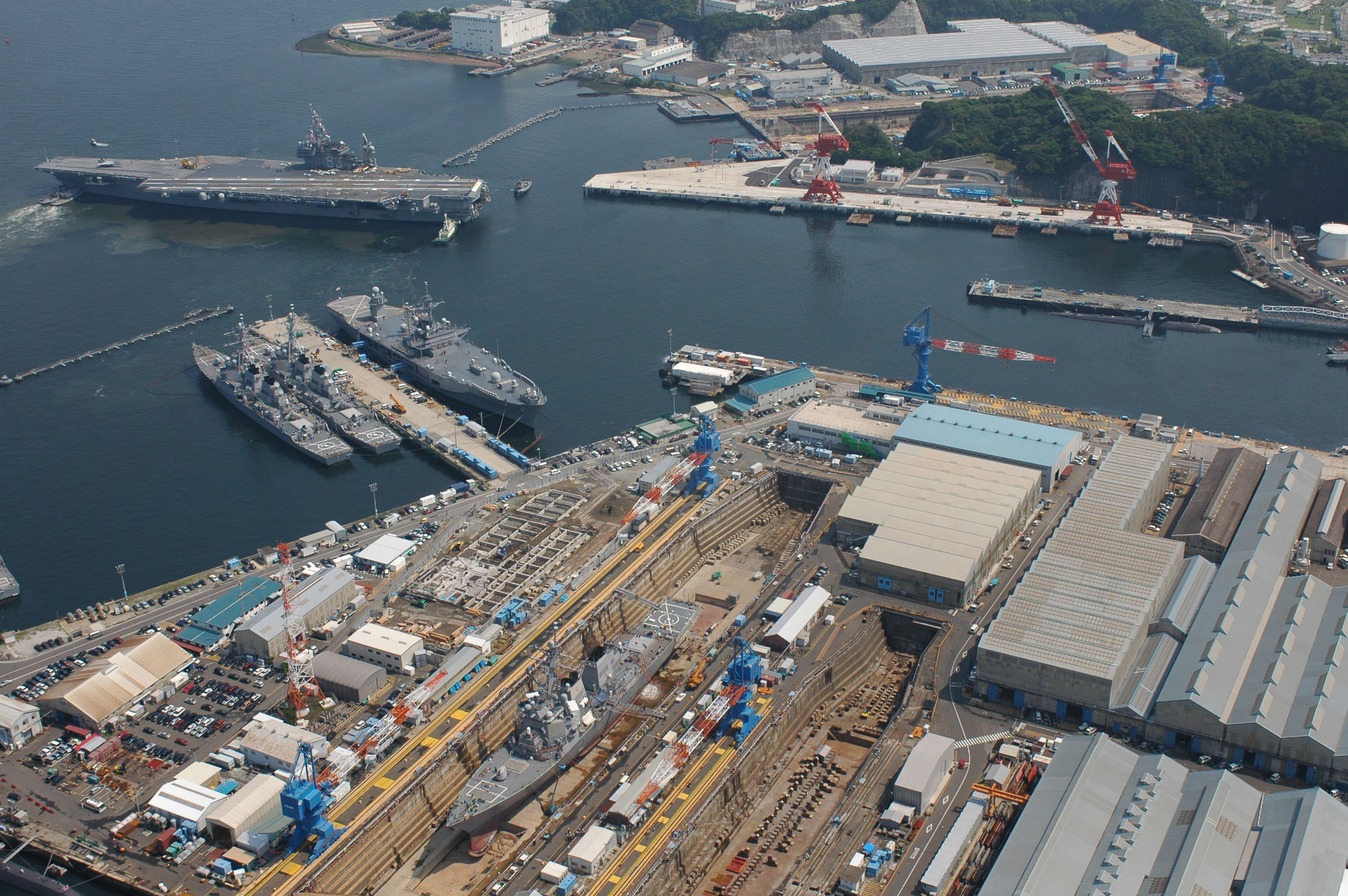
横須賀基地の遠景

基地内には大型艦船用ドックがあり、各艦艇の日々のメンテナンス及び修理業務は横須賀基地内で行われる。横須賀基地が機能しなければ、艦船の点検及び修理などは往復におよそ半月から1か月を要するハワイ州オアフ島の真珠湾、またはアメリカ本土の海軍基地内の修理施設で行う必要がある。そのため、極東から中東へ至る地域の戦略に重要な意味をもつこの施設は、施設、人員とも優秀な整備能力を示しており、また、多くの日本人も勤務している。
横須賀海軍施設ドックの中には幕末に建設された日本最古のものもあるが、いまだ現役で使用されている。当初埋め立てによる建築を予定していたが、日本は地震が多い国であるため掘削式に変更した。掘削した際ナウマンゾウの歯の化石が出土した。なおこれらのドックの石材は、神奈川県真鶴町から静岡県熱海市にかけて産する、安山岩質の本小松石が使用されている。ドライドック周辺の施設の建材等には、千葉県の鋸山や横須賀市の鷹取山から産出した石材も使用された。フランス人技師レオンス・ヴェルニー、江戸幕府勘定奉行の小栗忠順が中心となって建設された。空母専用のドックは信濃 (空母)の建造に使用した第6ドックを現在も使っている。
2005年には、老朽化した通常推進のキティホークを原子力推進のジョージ・ワシントンへ2008年に置き換えると、J・トーマス・シーファー駐日アメリカ大使が発表した。搭載する原子炉の安全性についての不安等から配備を問題視する声もあり、2005年に就任した蒲谷亮一横須賀市長も反対の姿勢をとっていたが、最終的には合意に達した。
火災事故などによる遅れがあったものの、2008年9月25日に原子力空母ジョージ・ワシントンが入港し、横須賀基地を事実上の母港として配備された（ジョージ・ワシントンは同年5月22日に軽微ながら火災事故を起こし、配備が延期されていた。）。今までにもエンタープライズなど原子力空母が日本に寄港したことはあるが、配備は初めてのことである。
なお、これまでに横須賀を母港としてきた航空母艦はミッドウェイ(1973年 - 1991年)、インディペンデンス(1991年 - 1998年)、キティホーク(1998年 - 2008年)、ジョージ・ワシントン(2008年 - 2015年、2024年-)の4艦で、ロナルド・レーガン(2015年-2024年)で5代目に当たる。ミッドウェイは退役後本国に戻り、カリフォルニア州サンディエゴでミッドウェイ博物館として公開されている。

## 横須賀母港艦船
「事実上の母港」としているものも含む。
- 第5空母打撃群/ジョージ・ワシントン打撃群 (Carrier Strike Group Five, CSG 5/George Washington Carrier Strike Group)
  - ニミッツ級航空母艦ジョージ・ワシントン（CVN-73）
  - タイコンデロガ級ミサイル巡洋艦ロバート・スモールズ（CG-62）
- 第15駆逐隊 (Destroyer Squadron 15, DESRON 15)
  - 第5空母打撃群（CSG 5）の護衛を担当する。そのほかにも、空母打撃群から離れ弾道ミサイル防衛任務に就いたり、水上艦部隊のみで構成される海上警戒やトマホークによる攻撃任務、佐世保の第11揚陸隊に合流し第7遠征打撃群（ESG 7）を編成する。また、近年は日本海での北朝鮮の瀬取り監視や南シナ海における中国の人工島埋め立てに対応して航行の自由作戦（FONOP:Freedom Of Navigation Operation）を実施したりもしていて、装備も弾道ミサイル対応艦艇及び稼働隻数も多い状況になっている。
    - アーレイ・バーク級ミサイル駆逐艦ベンフォールド（DDG-65）
    - アーレイ・バーク級ミサイル駆逐艦ミリアス（DDG-69）
    - アーレイ・バーク級ミサイル駆逐艦ヒギンズ（DDG-76）
    - アーレイ・バーク級ミサイル駆逐艦ハワード（DDG-83）
    - アーレイ・バーク級ミサイル駆逐艦マッキャンベル（DDG-85）
    - アーレイ・バーク級ミサイル駆逐艦シャウプ （DDG-86）[9]
    - アーレイ・バーク級ミサイル駆逐艦プレブル（DDG-88)
    - アーレイ・バーク級ミサイル駆逐艦デューイ（DDG-105)
    - アーレイ・バーク級ミサイル駆逐艦ジョン・フィン（DDG-113）
    - アーレイ・バーク級ミサイル駆逐艦ラルフ・ジョンソン（DDG-114）
    - アーレイ・バーク級ミサイル駆逐艦ラファエル・ペラルタ（DDG-115）
- 第11水陸両用戦隊 (Amphibious Squadron 11, PHIBRON 11)
  - ブルー・リッジ級揚陸指揮艦ブルー・リッジ（LCC-19） - 第7艦隊旗艦。

## 主な施設
国道16号に面した「メインゲート（Main Gate、正門）」、神奈川歯科大学附属病院に隣接した「ウォンブルゲート（Womble Gate、三笠ゲート）」、コースカベイサイドストアーズ（旧称：ショッパーズプラザ横須賀）に隣接した「ダイエーゲート（Daiei Gate）」など、複数の通用門がある。
施設内の道路には「ニミッツ大通り (Nimitz Blvd.) 」や「クレメント大通り (Clement Blvd.) 」などの名称がつけられており、基地外部同様に左側通行である。なお、施設内には路線バス（Yoko-Pon Shuttle。日野・ブルーリボン）が運行されているほか、施設内用のタクシー（日産・キューブ）も走っている。
また、基地内部の通貨は基本的にアメリカドルが使用されるが、多くの生活施設では日本円、アメリカドル双方の通貨が使用可能である。なお、自動販売機の多くは日本円のみに対応している。
- 軍事施設
  - 横須賀海軍施設ドック
- 生活施設[10]
  - 将兵用住宅：高層集合住宅のほかに低層集合住宅、戸建て住宅などがある。多くの住宅施設には駐車場も併設されている。また、池子住宅地区や根岸住宅地区などの基地外部にあるアメリカ海軍向けの住宅施設や、基地外部の一般の賃貸住宅に在住する将兵も多い。
  - 米海軍横須賀病院 - 軍人と職員およびその家族向け。日本人医師のインターンを受け入れている。
  - 動物病院
- 商業施設
  - 銀行（コミュニティバンク）
  - ATM
  - 郵便局
  - スーパーマーケット（ネイビー・エクスチェンジ[11]）
  - 花屋
  - 美容室、理容室
  - レンタルビデオ
  - 自動車ディーラー
  - 自動車修理工場
  - ガソリンスタンド
  - 洗車場
  - フードコート
    - シナボン
    - サブウェイ
    - マンチュー・ウォク

  - マクドナルド（ドライブスルー対応）
  - タコベル（ドライブスルー対応）
- 文化・娯楽施設
  - 図書館
  - 劇場、映画館（「ベニー・デッカー・シアター」）
  - 集会所
  - 将校クラブ（「O Club」）
  - 下士官クラブ（「CPO Club」）
- スポーツ施設
  - 運動場（「バークレー・フィールド」）
    - ソフトボール、野球場

  - テニスコート
  - ボウリング場
  - 体育館
  - スポーツジム
  - プール
- 教育施設
  - メリーランド大学など
  - ナイル・キニック高等学校
  - サリヴァン小学校
- 宗教施設
  - 教会
- その他
  - 消防署
  - CLUB ALLIANCE
    - 日米文化交流センター

## 交流と一般公開

### 日米文化交流センター

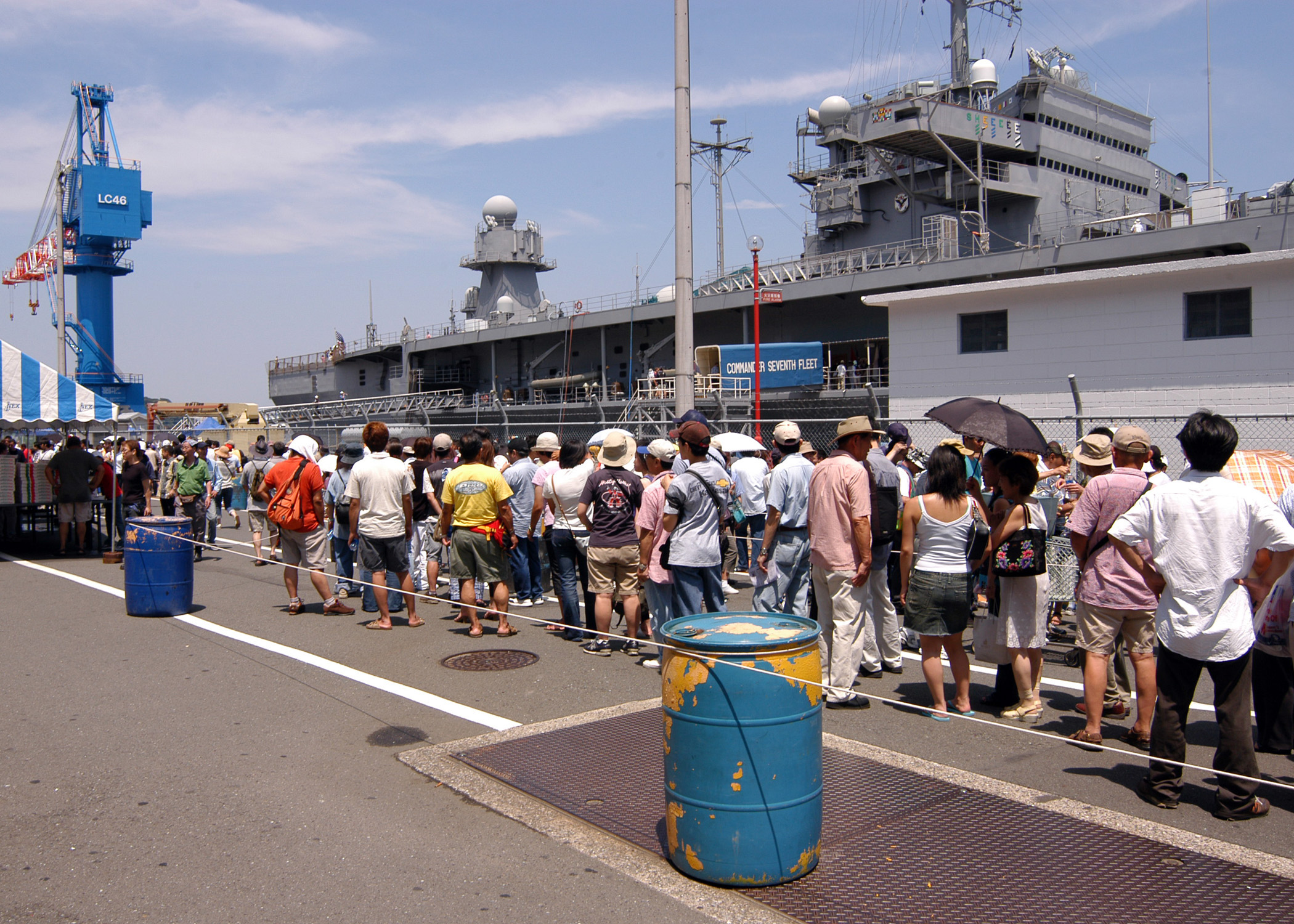
「ネイビーフレンドシップデー」の際に「USSブルーリッジ」を見学する訪問者

基地内は通常部外者には公開されておらず、部外者はアメリカ海軍から入場許可を受けた者（基地内に勤務する者の紹介など）でないと入場できないが、基地ゲート脇にある「CLUB ALLIANCE」ビル1階に基地住民と地元の日本人住民との交流を目的に設置されている「日米文化交流センター」には、入場許可なしで入館できる。なお同センターは、在日米軍基地初の、日本人の入場許可取得不要な場所となっている。

### 一般公開
近隣住人をはじめとする日本人との親善と理解促進を目的に、年4回「日米親善ベース歴史ツアー」が開催されている。さらに毎年春に「スプリングフェスタ」、夏に「ネイビーフレンドシップデー」が開催され、基地内の一部や艦艇が一般公開されているほか、年に2-3回程度、基地内外でのイベントが行われる際に基地内の一部が一般公開されている。また、夏には花火大会も開催されることがある。
なお、これらの一般公開は日本国民及びアメリカ国民に向けたものであり、日本及びアメリカ国籍の者はパスポートなどの、国籍が分かる写真付き身分証明書を所持、提示することが求められている。
国家防衛機密上や治安上の観点から、日米国籍以外の者は入場時に必ず外国人登録証も提示することが求められている上、中華人民共和国や北朝鮮、イランなどの仮想敵国民、または外国人登録証提示を拒否した場合入場が拒否される。なお「日米親善ベース歴史ツアー」も、日本国籍以外のものは参加できない。
例年入場のために長蛇の列が発生し、検査などで数時間待つこともあったことから、2023年からは事前申込による時間指定入場制が取られたが、2024年秋からは元に戻された。

## アクセス

### 鉄道
- 京浜急行電鉄汐入駅徒歩約5分、横須賀中央駅徒歩約8分（ゲートにより異なる）
- JR横須賀線横須賀駅徒歩約8分（ゲートにより異なる）

### 自動車
- 国道16号
- 神奈川県道28号本町山中線（横浜横須賀道路 横須賀IC接続）